# 陳志賢
陳志賢（1963年—），是一名已退役的香港足球員。

## 職業球員生涯
陳志賢曾效力東方、南華、流浪及荃灣，1985年當選最佳青年足球員，並入選香港足球代表隊。

## 遇官非入獄
1987年4月陳志賢因管有18公斤嗎啡鹽酸及企圖將16公斤海洛英寄往紐約被香港海關拘捕及起訴，9月被高等法院判入獄10年, 1988年5月被上訴法庭加刑至15年。陳於獄中與囚友踢足球保持狀態，並努力進修及工作, 因行為良好提前獲釋。

## 乙丙組時期
陳志賢出獄後加盟乙組二合, 協助球隊奪得1996-97年度香港乙組足球聯賽及初級組足總盃雙料冠軍，取得升上香港甲組足球聯賽資格。 並於同屆足總盃代表球隊出戰甲組快譯通，與應邀來港客串的前英格蘭國家隊門將施路頓並肩作戰，演出獲得好評。此後曾効力多支乙丙組業餘球隊, 直至50歲左右才正式退役, 最後效力球隊為花花。

## 個人榮譽
- 香港足球明星選舉最佳青年球員 1次，1985年

## 家庭
陳志賢於1987年3月與梁慕濂小姐結婚, 兩人婚後居於沙田銀禧花園。
其弟弟陳志光亦曾是職業球員。